# Dormánd, Heves
Dormánd (denumit în secolele XIV–XV Dormánháza, anterior Bogorbesenyő) este un sat în districtul Füzesabony, județul Heves, Ungaria, având o populație de 1.083 de locuitori (2011). 

## Demografie
Componența etnică a satului Dormánd
     Maghiari (86,39%)
     Romi (13,08%)
     Români (0,53%)
Componența confesională a satului Dormánd
     Romano-catolici (57,8%)
     Fără religie (12,74%)
     Reformați (4,25%)
     Necunoscută (24,38%)
     Atei (0,83%)
     Alte religii (2,68%)
Conform recensământului din 2011, satul Dormánd avea 1.083 de locuitori. Din punct de vedere etnic, majoritatea locuitorilor (86,39%) erau maghiari, cu o minoritate de romi (13,08%).  Din punct de vedere confesional, majoritatea locuitorilor (57,8%) erau romano-catolici, existând și minorități de persoane fără religie (12,74%) și reformați (4,25%). Pentru 24,38% din locuitori nu este cunoscută apartenența confesională.